# Cyperus deamii
Cyperus deamii là một loài thực vật có hoa trong họ Cói. Loài này được O'Neill mô tả khoa học đầu tiên năm 1942.